# Flugunfall einer Cessna 208 Caravan in Windhoek 2009
Der Flugunfall einer Cessna 208 Caravan in Windhoek 2009 ereignete sich am 15. November 2009. An diesem Tag stürzte eine Cessna 208B Grand Caravan der südafrikanischen Aviation at Work, mit der ein Frachtflug im Auftrag der angolanischen Air Nave von Windhoek nach Luanda mit Zwischenstopps in Ngiva und Huambo durchgeführt werden sollte, kurz nach dem Abheben zu Boden. Bei dem Zwischenfall kamen drei der vier Insassen ums Leben.

## Flugzeug
Bei der Maschine handelte es sich um eine 1996 gebaute Cessna 208B Grand Caravan mit der Werknummer 208B0513, die zunächst mit dem Luftfahrzeugkennzeichen N5079V auf den Hersteller zugelassen wurde. Die Maschine wurde anschließend nach Brasilien exportiert und mit dem Kennzeichen PT-MEW auf die Brasil Central Linhas Aereas zugelassen. Im Dezember 1996 übernahm die TAM Transportes Aéreos Meridionais die Maschine. Im Juli 2001 wurde die Maschine nach Südafrika exportiert und mit dem Luftfahrzeugkennzeichen ZS-OTU auf die Compion Aviation Pty. zugelassen. Im August 2002 übernahm die Air Namibia die Maschine und ließ sie mit dem Kennzeichen V5-CAR zu. Im April 2005 ging die Maschine an UTS Geophysics, die die Cessna wieder mit dem Kennzeichen ZS-OTU betrieben. Die Maschine wurde später an Wings over Africa und schließlich an Air Nave weitergegeben. Das einmotorige Zubringerflugzeug war mit einem Turboproptriebwerk des Typs Pratt & Whitney Canada PT6A-114A mit 505 kW (675 PS) ausgestattet, das mit einem dreiblättrigen, verstellbaren Hartzell-Propeller bestückt war. Bis zum Zeitpunkt des Unfalls hatte die Maschine eine Gesamtbetriebsleistung von 12.469 Betriebsstunden absolviert.

## Insassen, Fracht und Flugplan
Es befanden sich drei Passagiere an Bord sowie ein 42-jähriger südafrikanischer Pilot, der über 671 Stunden Flugerfahrung verfügte, wovon 206 Stunden auf die Cessna 208 entfielen. Das Flugzeug beförderte eine Fracht, die aus Farbe, Baumaterialien, Fleisch, Weinflaschen und anderen Lebensmitteln bestand. Der Flug sollte über Ngiva und Huambo nach Luanda führen.

## Unfallhergang
Zum Unfallzeitpunkt herrschten günstige Wetterverhältnisse, der Wind wehte aus einem Kurs von 180 Grad mit einer Geschwindigkeit von acht Knoten. Der Start der Cessna wurde von der Startbahn 19 des Flughafens Eros in Windhoek ausgeführt. Die Maschine gewann nach dem Start kaum an Höhe. Die Flugzeugnase nickte nach dem Start nach oben. Das Flugzeug konnte seine Fluggeschwindigkeit nicht halten und es kam kurz nach dem Start zum Strömungsabriss. Der Pilot flog eine Rechtskurve, dem überlebenden Passagier zufolge hingegen eine linkswärtige Spirale. Die Maschine sank daraufhin, bis sie schließlich um 06:58 Uhr Ortszeit auf dem Boden aufschlug und durch mehrere Büsche geschleudert wurde. Der Pilot und zwei Passagiere kamen bei dem Unfall ums Leben; ein Passagier überlebte und wurde mit Verletzungen der Wirbelsäule ins Krankenhaus eingeliefert.

## Ursache
Die Unfalluntersuchung ergab, dass am Tag vor dem Unfall von einem Abfertigungsagenten unter Aufsicht des Piloten eine Fracht mit einem Gewicht von rund 810 kg in das Flugzeug geladen wurde. Vor dem Abflug am Morgen des 15. November wurde jedoch zusätzliche Fracht an Bord geladen, darunter das Gepäck der Passagiere und des Piloten. Diese zusätzliche Fracht wurde nicht gewogen, sie war außerdem ungesichert in der Kabine auf und zwischen den Sitzen bis zum Dach des Flugzeugs platziert worden. Das Gesamtgewicht des Flugzeugs habe zum Zeitpunkt des Starts 9691 Pfund (4395 kg) betragen. Das maximal zugelassene Startgewicht für diesen Flugzeugtyp beträgt 9062 Pfund (4110 kg). Der Pilot habe bei seiner Gewichtsberechnung einen grundlegenden Fehler gemacht, indem er ein falsches Leergewicht des Flugzeugs von 4575 Pfund (2075 kg) anstelle des korrekten Gewichts von 5174 Pfund (2347 kg) verwendete.
Dadurch sei das maximale Startgewicht des Flugzeugs um 629 Pfund (285 kg) überschritten worden. Eine unzureichende Aufsicht durch die Regulierungsbehörde wurde als wesentlicher Faktor für diesen Unfall angesehen. Als beitragender Faktor wurde angegeben, dass der Pilot mit dem Flughafen und den um diesen herrschenden Umweltphänomenen nicht vertraut gewesen war, da er seinen ersten Start vom Flughafen Windhoek-Eros durchführte.